# リチャード・ハイムンス
リチャード・ハイムンス（Richard Hymns, 1947年7月18日 - ）は、音響編集者である。アカデミー賞音響編集賞（音響効果編集賞）には9度ノミネートされ、『インディ・ジョーンズ/最後の聖戦』、『ジュラシック・パーク』、『プライベート・ライアン』で3度受賞している。

## 受賞とノミネート
| 賞           | 年     | 部門           | 作品名                              | 結果       |
| ------------ | ------ | -------------- | ----------------------------------- | ---------- |
| アカデミー賞 | 1988年 | 音響効果編集賞 | ウィロー                            | ノミネート |
| アカデミー賞 | 1989年 | 音響効果編集賞 | インディ・ジョーンズ/最後の聖戦     | 受賞       |
| アカデミー賞 | 1991年 | 音響効果編集賞 | バックドラフト                      | ノミネート |
| アカデミー賞 | 1993年 | 音響効果編集賞 | ジュラシック・パーク                | 受賞       |
| アカデミー賞 | 1998年 | 音響効果編集賞 | プライベート・ライアン              | 受賞       |
| アカデミー賞 | 1999年 | 音響効果編集賞 | ファイト・クラブ                    | ノミネート |
| アカデミー賞 | 2002年 | 音響編集賞     | マイノリティ・リポート              | ノミネート |
| アカデミー賞 | 2011年 | 音響編集賞     | 戦火の馬                            | ノミネート |
| アカデミー賞 | 2013年 | 音響編集賞     | オール・イズ・ロスト 〜最後の手紙〜 | ノミネート |